# Interstate 86 (ouest)
Pour les articles homonymes, voir I86 et Route 86.
L'Interstate 86 (I-86) est une autoroute ouest–est située entièrement en Idaho. Elle parcourt environ 63 miles (101 km) depuis une intersection avec l'I-84 à l'est de Declo dans le comté de Cassia, jusqu'à une intersection avec l'I-15 à Chubbuck, tout juste au nord de Pocatello. L'autoroute fait partie du trajet principal entre Boise et Twin Falls jusqu'à Idaho Falls. L'I-86 est l'une des plus courtes autoroutes principales du système des Interstates.
L'I-86 traverse une région faiblement peuplée le long de la rive sud de la Snake River et forme un multiplex avec la US 30 sur la majeure partie de son trajet. Elle passe par American Falls à mi-chemin de son trajet. L'autoroute dessert aussi le Minidoka National Wildlife Refuge, le Parc d'État de Massacre Rocks, la réserve de Fort Hall et l'Aéroport régional de Pocatello.
L'autoroute suit une section de l'historique Oregon Trail, laquelle avait été intégrée à la US 30N en 1926. Suivant la numérotation initiale, ce segment d'autoroute devait faire partie de l'Interstate 82N (I-82N), mais a été désigné comme Interstate 15W (I-15W). La première section de l'autoroute, près d'American Falls, a été complétée en 1959. D'autres segments près de Chubbuck et de Pocatello ont ouvert en 1968. L'I-15W a été renumérotée I-86 en 1978, peu après que la construction de son segment final entre Raft River et American Falls eut commencé.
Une autre autoroute porte le numéro I-86 entre la Pennsylvanie et l'État de New York.

## Description du tracé

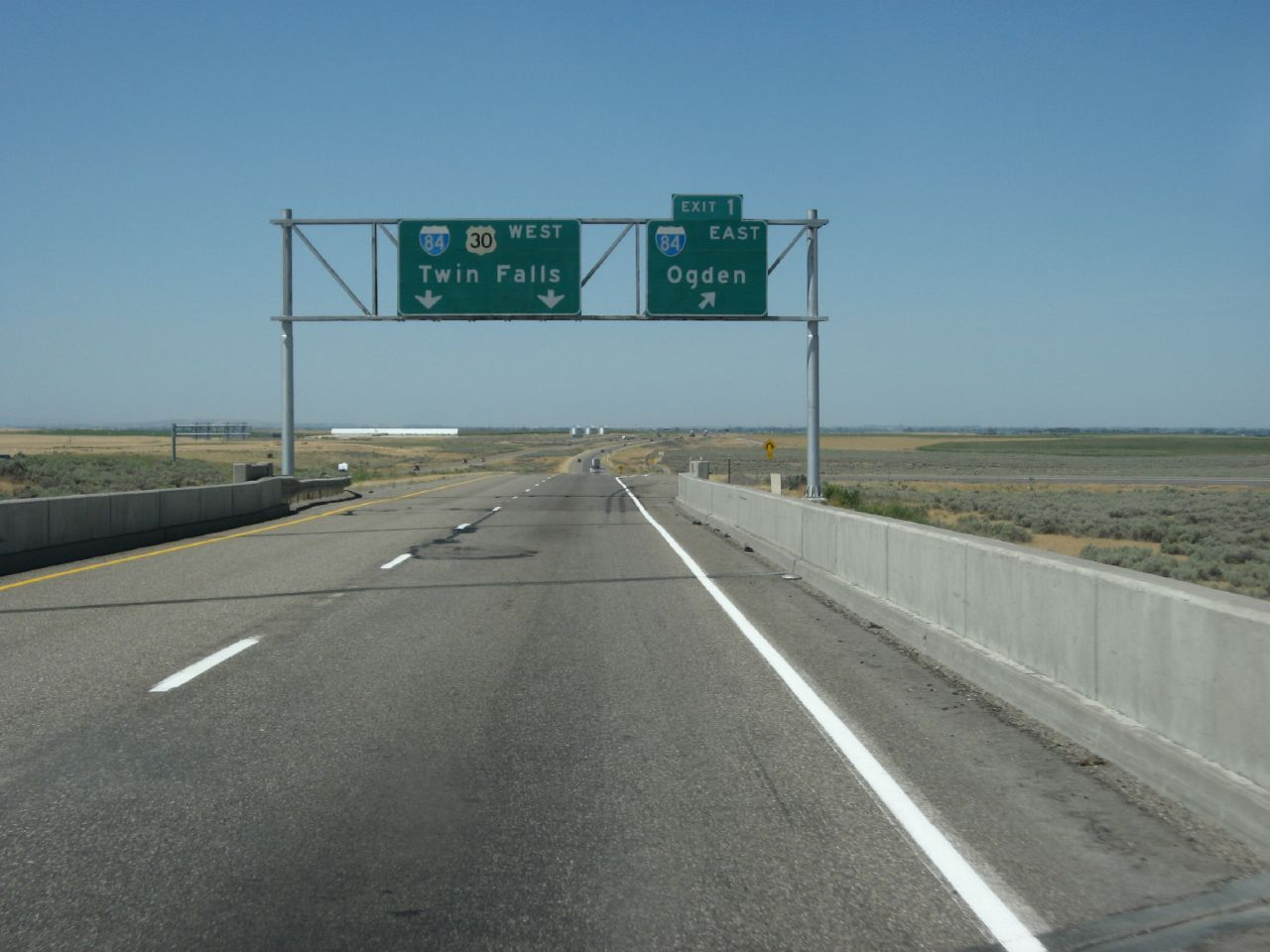
I-86 ouest à son intersection avec l'I-84 près de Declo

L'I-86 débute à un échangeur avec l'I-84 et la US 30 au nord-est de Declo. Depuis l'échangeur, l'I-84 continue à l'ouest vers Twin Falls et Boise ainsi qu'au sud-est vers Salt Lake City, Utah. L'I-86 se dirige à l'est en multiplex avec la US 30. Elle parcourt environ 14 miles (23 km) avant sa première sortie à Raft River. À partir de là, l'I-86 suit la Snake River à travers le Minidoka National Wildlife Refuge et entre dans le comté de Power.
L'autoroute continue au nord-est entre la Snake River et la Sublett Range et passe par une série d'aires de repos près du Massacre Rocks State Park. Près de Neeley, l'I-86 passe près d'une centrale à éoliennes. L'I-86 contourne la ville d'American Falls par l'est. Elle passe par le sud du American Falls Reservoir et suit un chemin de fer pour entrer dans la réserve indienne de Fort Hall.
L'I-86 passe par le nord de la réserve en desservant Arbon Valley et l'Aéroport régional de Pocatello. La US 30 quitte l'autoroute près de la limite est de la réserve en longeant la Portneuf River. L'I-86 longe la limite entre Chubbuck et Pocatello. L'I-86 continue à l'est pour environ un mile (1,6 km) jusqu'à un échangeur avec l'I-15 au nord de Pocatello, où elle prend fin.

## Liste des sorties
| Interstate 86           |                |       |        |        |                                                            |                                                              |
| Comté                   | Municipalité   | mi    | km     | Sortie | Intersections / Destinations                               | Notes                                                        |
| Cassia                  |                | 0,00  | 0,00   | 1      | I-84 / US 30 ouest – Twin Falls, Ogden, Salt Lake City     | Terminus ouest du multiplex avec US 30; sortie 222 de l'I-84 |
| Cassia                  |                | 14,81 | 23,83  | 15     | Raft River                                                 |                                                              |
| Power                   |                | 20,59 | 33,14  | 21     | Coldwater                                                  |                                                              |
| Power                   |                | 28,10 | 45,22  | 28     | Parc d'État de Massacre Rocks                              |                                                              |
| Power                   |                | 32,62 | 52,50  | 33     | Neeley                                                     |                                                              |
| Power                   | American Falls | 36,12 | 58,13  | 36     | SH-37 (en) sud / I-86 BL est – Rockland, American Falls    |                                                              |
| Power                   | American Falls | 40,11 | 64,55  | 40     | SH-39 (en) nord / I-86 BL ouest – Aberdeen, American Falls |                                                              |
| Power                   |                | 44,33 | 71,34  | 44     | Seagull Bay                                                |                                                              |
| Power                   |                | 49,15 | 79,10  | 49     | Rainbow Road                                               |                                                              |
| Power                   |                | 52,49 | 84,48  | 52     | Arbon Valley                                               |                                                              |
| Power                   |                | 55,55 | 89,40  | 56     | Aéroport régional de Pocatello                             |                                                              |
| Power                   |                | 58,09 | 93,48  | 58     | US 30 est – Pocatello ouest                                | Terminus est du multiplex avec US 30                         |
| Bannock                 | Chubbuck       | 61,27 | 98,60  | 61     | US 91 (Yellowstone Avenue) – Chubbuck, Pocatello           |                                                              |
| Bannock                 | Chubbuck       | 62,85 | 101,15 | 63     | I-15 – Idaho Falls, Salt Lake City                         | Indiqué sortie 63A (sud) et 63B (nord); sortie 72 de l'I-15  |
| - Terminus de multiplex |                |       |        |        |                                                            |                                                              |